# Arbejdermuseet

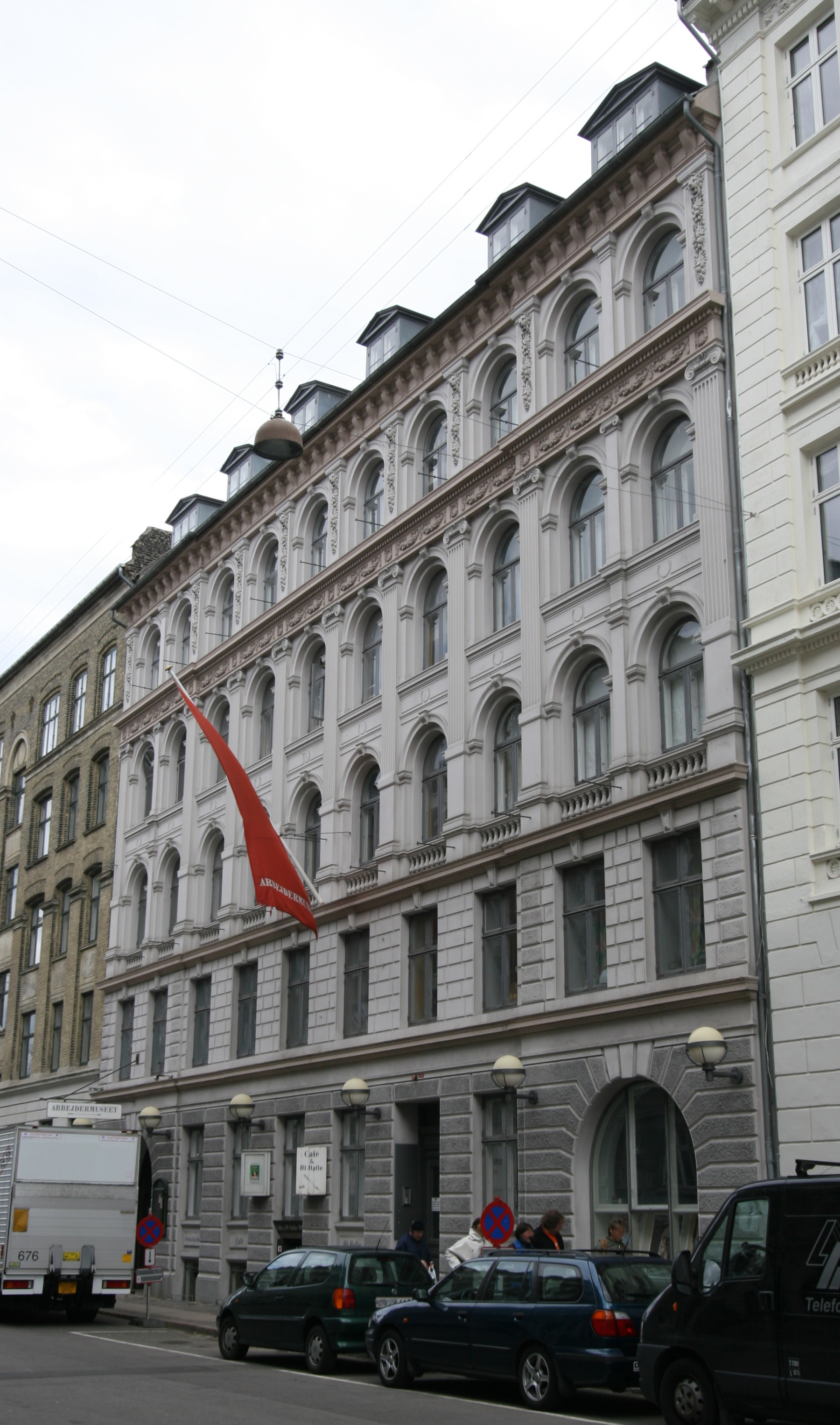
Arbejdermuseet

Arbejdermuseet (svenska: Arbetarmuseet) ligger på Rømersgade i Köpenhamn, Danmark och öppnades år 1983. Museet håller till i Arbejdernes Forsamlingsbygning (Folkets hus) från 1879. Arbejdermuseets huvudmål är att skildra arbetarrörelsens och arbetarklassens arbetsliv och vardagsliv under de senaste 150 åren.